# Sugih Waras (Teluk Gelam)
Sugih Waras is een bestuurslaag in het regentschap Ogan Komering Ilir van de provincie Zuid-Sumatra, Indonesië. Sugih Waras telt 1273 inwoners (volkstelling 2010).